# Hà Lộc
Hà Lộc là một xã thuộc thị xã Phú Thọ, tỉnh Phú Thọ, Việt Nam.
Xã Hà Lộc có diện tích 13,72 km², dân số năm 1999 là 7.705 người, mật độ dân số đạt 562 người/km².